# Monaster Narodzenia Matki Bożej w Wolnej

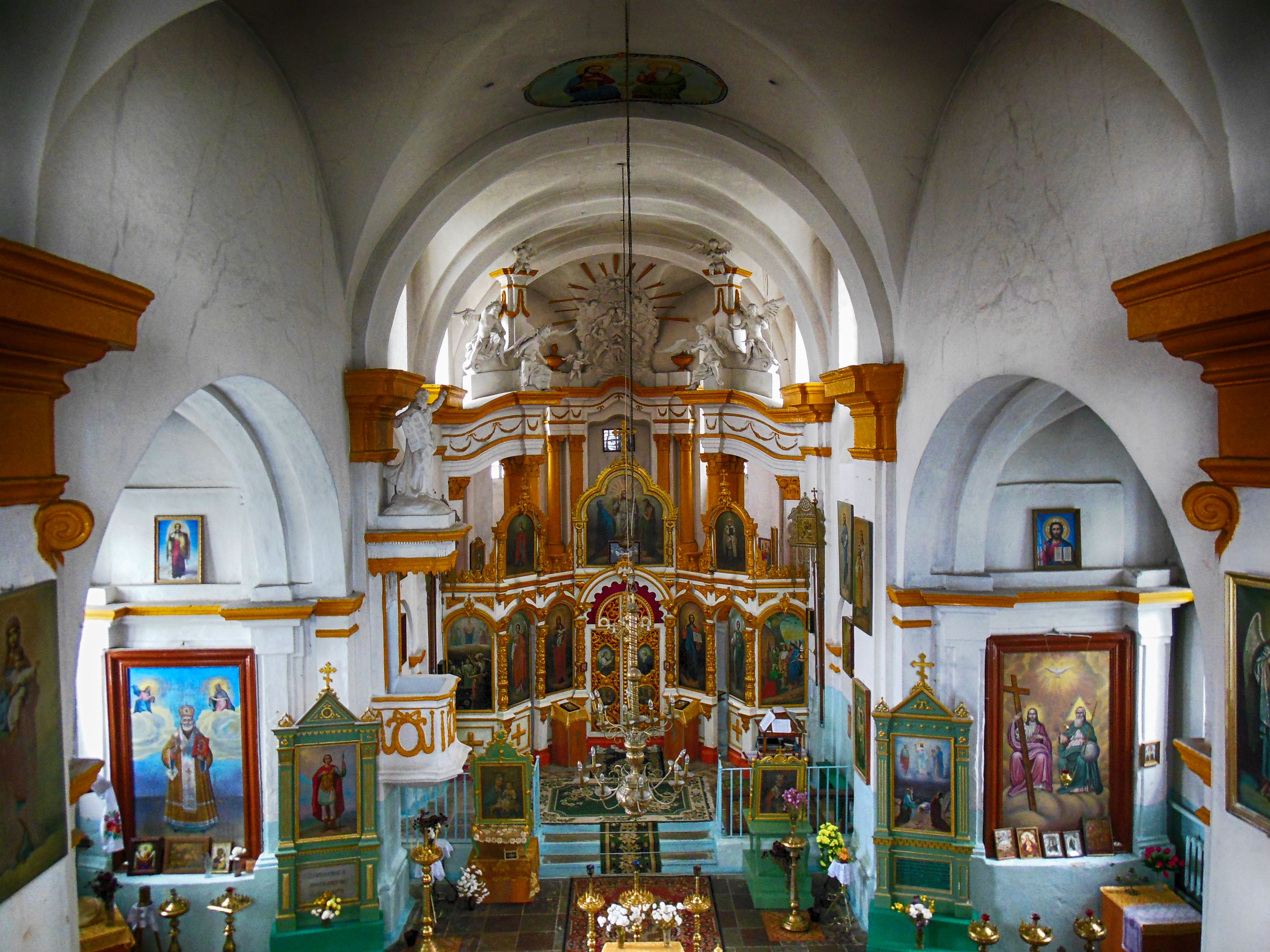
Ikonostas cerkwi, 2012

Monaster Narodzenia Matki Bożej – bazyliański, a następnie prawosławny klasztor w Wolnej (dzisiejszy rejon baranowicki obwodu brzeskiego Białorusi). Jako unicki funkcjonował od 1632 do 1839, następnie do 1872 pozostawał w rękach mnichów prawosławnych. Czynna pozostaje jego główna cerkiew pod wezwaniem Świętej Trójcy (obecnie jest to świątynia parafialna w dekanacie baranowickim eparchii pińskiej i łuninieckiej Egzarchatu Białoruskiego Patriarchatu Moskiewskiego).

## Historia
Bazylianów sprowadził do Wolnej właściciel miejscowego majątku Krzysztof Kamieński, podstoli nowogródzki, wraz z żoną, Heleną Drucką-Horską, którzy ufundowali tu murowaną cerkiew unicką. Zapisali też monastyrowi 10 poddanych z nadziałem włócznym i 12 włók gruntów i łąk w uroczyskach Brzeżne i Markowszczyzna, oraz prawo użytkowania z lasu w puszczy Mołodowskiej.
Majątek monastyru powiększali również kolejni dziedzice Wolnej:
- Samuel i Klara Kamieńscy w 1707 r. zapisali 900 złotych polskich
- Kazimierz Malawski w 1717 r. zapisał 160 złotych polskich
- Paweł Makuszyński w 1747 r.

Zakonnicy utworzyli w miejscowości szkołę dla dzieci szlacheckich, w której uczono m.in. filozofii.
W 1768 na potrzeby zakonu został wzniesiony kompleks klasztorny w stylu baroku wileńskiego z cerkwią Trójcy Świętej. W 1839, wskutek synodu połockiego likwidującego unię na ziemiach zabranych, monaster przeszedł w ręce Rosyjskiego Kościoła Prawosławnego. Został wtedy zamieniony na prawosławny klasztor żeński. Według innego źródła monaster został utworzony dopiero w 1849 i nosił wezwanie Trójcy Świętej. W 1872, z powodu małej liczby powołań zakonnych, monaster został zlikwidowany, a cerkiew zamieniona na parafialną.

## Architektura
Cerkiew w Wolnej została wzniesiona w stylu baroku wileńskiego. Według Grzegorza Rąkowskiego należy do najpiękniejszych budynków sakralnych w tym stylu na terytorium państwa białoruskiego. Świątynia ma formę trójnawowej bazyliki z transeptem, dwiema zakrystiami i półkoliście zamkniętym pomieszczeniem ołtarzowym. Dwuwieżową elewację główną budynku zdobią schodkowe skarpy, nisze, pilastry i profilowane gzymsy. Całość wieńczy szczyt w stylu rokoko. Obydwie wieże cerkiewne zostały zbudowane na planie ośmioboku i nakryte rozbudowanymi hełmami. Osobne szczyty wzniesiono na ramionach transeptu. Powyżej okna w centralnym punkcie elewacji znajduje się kartusz herbowy. Oprócz dwóch wież na fasadzie cerkiew posiada jeszcze trzecią, mniejszą wieżyczkę, wzniesioną na planie czworoboku nad prezbiterium. Wznoszenie efektownych świątyń z dwuwieżowymi fasadami było typowe dla bazyliańskiej architektury sakralnej XVIII w. W przypadku monasteru w Wolnej bezpośrednią inspiracją dla jego twórców był układ wnętrza klasztornych cerkwi bazyliańskich w Borunach oraz w Torokaniach.
Cerkiew kryje sklepienie kolebkowe z lunetami. Ikonostas we wnętrzu budynku jest murowany i zdobiony płaskorzeźbami, całość reprezentuje styl rokokowy. W świątyni znajduje się także ambona z baldachimem, na którym umieszczono figurę proroka Mojżesza.

## Znani przeorzy i przełożone klasztoru
- Józef Fiszer, 1779
- Joachim Obuch, 1799
- Arkadiusz Łabuć, 1802
- Klemens Kłopotowski, 1806
- Adrian Jakszewicz, 1810
- Klemens Bielski, 1816
- Regina Pieszkowska, od 1840
- Aniela Bieldziewska, od 1848[2]